# إتش تي سي دزاير زد

## الوزن
180 جرامًا (6.35 آونس) متضمنًا البطارية

## لوحة المفاتيح
لوحة مفاتيح تنزلق للخارج

## شاشة العرض
النوع: شاشة تعمل باللمس مزودة بإمكانية التكبير/التصغير عن طريق الضغط عليها
الحجم: 3.7 بوصة
الدقة: 480 x 800 WVGA

## سرعة معالجة وحدة المعالجة المركزية (CPU)
800 ميجاهرتز

## التخزين
سعة مخزن الهاتف الداخلي: 1.5 جيجابايت
ذاكرة الوصول العشوائي (RAM): 512 ميجابايت

## فتحة التوسعة
بطاقة الذاكرة microSD™ (متوافقة مع معيار SD 2.0)

## الموصلات
مقبس صوت استريو بقطر 3.5 ملم
منفذ USB صغير قياسي (منفذ USB 2.0 صغير ذو 5 سنون)
المستشعرات
مستشعر من الفئة G
بوصلة رقمية
مستشعر التقارب
مستشعر الإضاءة المحيطة